# 해다양체
미분위상수학에서 해다양체(解多樣體, 영어: solvmanifold)는 가해 리 군의 몫공간으로 얻어지는 동차공간이다.

## 정의
매끄러운 다양체 {\displaystyle M}에 대하여, 다음 조건들이 서로 동치이며, 이를 만족시키는 매끄러운 다양체를 해다양체라고 한다.
- 가해 리 군에 대한 동차공간이다.
- 연결 가해 리 군의 닫힌 부분군에 대한 몫공간이다.

## 성질
모든 해다양체는 콤팩트 해다양체 위의 벡터 다발과 미분 동형이다. (이는 조지 모스토가 추측하였고, 루이스 오슬랜더(영어: Louis Auslander)와 리처드 톨미에리(영어: Richard Tomlieri)가 1970년에 증명하였다.)
같은 기본군을 갖는 콤팩트 해다양체는 서로 미분 동형이다. 군 {\displaystyle G}에 대하여, 다음 두 조건이 서로 동치이다.
- {\displaystyle \pi _{1}(M)\cong G}인 해다양체 {\displaystyle M}이 존재한다.
- 자유 아벨 군의, 꼬임 부분군이 자명한 유한 생성 멱영군에 대한 확대이다. 즉, {\displaystyle 1\to N\to G\to \mathbb {Z} ^{\oplus k}\to 1}이 되는 꼬임 부분군이 자명한 유한 생성 멱영군 {\displaystyle N} 및 자연수 {\displaystyle k\in \mathbb {N} }가 존재한다.

특히, 해다양체의 기본군은 다순환군(영어: polycyclic group)이다.
모든 해다양체는 비구형 공간(영어: aspherical space)이다. 즉, 해다양체 {\displaystyle X}의 모든 2차 이상 호모토피 군은 자명군이다.
{\displaystyle \pi _{n}(X)=1\qquad (n=2,3,\dots )}
콤팩트 동차공간에 대하여, 다음 두 조건이 서로 동치이다.
- 해다양체이다.
- 비구형 공간이며, 그 기본군은 가해군이다.

## 예
멱영 리 군은 가해 리 군이므로, 모든 영다양체는 해다양체이다. 특히, 모든 원환면은 해다양체이다.
클라인 병은 영다양체가 아닌 해다양체이다. 뫼비우스 띠는 비콤팩트 해다양체의 예이며, 이는 (자명하게 해다양체인) 원 위의 자명하지 않은 실수 선다발이다.
2차원 푸앵카레 군 {\displaystyle \operatorname {ISO} ^{+}(1,1)\cong \mathbb {R} ^{2}\rtimes \mathbb {R} }은 3차원 가해 리 대수이며, 콤팩트 몫공간을 갖는다. 이 몫공간들은 콤팩트 해다양체의 예이다. 이는 기하화 추측에 등장하는 8개의 기하들 가운데 하나이다.

## 참고 문헌
1. ↑  Mostow, George (1953년 2월 9일). “Factor Spaces of Solvable Groups”. 《Annals of Mathematics》 (영어) 82: 689–697. doi:10.2307/1969700. JSTOR 1969700.
2. ↑  Auslander, Louis; Tolmieri, Richard (1970년 7월). “Splitting theorems and the structure of solvmanifolds”. 《Annals of Mathematics》 (영어) 92 (1): 164-173. doi:10.2307/1970700. JSTOR 1970700.
3. ↑  Горбацевич, В. В. (1977). “О группах Ли, транзитивных на компактных солвмногообразиях”. 《Известия академии наук СССР. Серия математическая》 (러시아어) 41: 285–307.

- Auslander, Louis (1973). “An exposition of the structure of solvmanifolds. Part I: algebraic theory”. 《Bulletin of the American Mathematical Society》 (영어) 79 (2): 227–261. doi:10.1090/S0002-9904-1973-13134-9.
- Auslander, Louis (1973). “An exposition of the structure of solvmanifolds. Part II: G-induced flows”. 《Bulletin of the American Mathematical Society》 (영어) 79 (2): 262–285. doi:10.1090/S0002-9904-1973-13139-8.

## 같이 보기
- 가해 리 대수
- 영다양체
- 기하화 추측